# Scorzalite
La scorzalite è un minerale appartenente al gruppo della lazulite. Il minerale prende il nome da Evaristo Pena Scorza, mineralogista brasiliano.

## Abito cristallino
Granulare, massivo.

## Origine e giacitura
Nelle pegmatiti nonché in rocce metamorfiche come quanto riguarda la lazurite.

## Forma in cui si presenta in natura
In masse cristalline fino a cinque centimetri di diametro.

## Località di ritrovamento
A Corrego Frio nel Minas Gerais (Brasile).
Nella miniera Victory presso Custer nel Dakota del Sud, a Mono Co. nella catena di White Mountains nella California (Stati Uniti).

## Caratteristiche chimico fisiche
- Solubile negli acidi con difficoltà[1].
- Pleocroismo:
  - x: incolore[2][3]
  - y: blu[2]
  - z: blu scurissimo[2]
  - y:z: blu[3]
- Densità di elettroni: 3,22 gm/cc[2]
- Indice di fermioni: 0,004825955[2]
- Indice di bosoni: 0,995174045[2]
- Fotoelettricità: 5,24 barn/elettrone[2]
- Birifrangenza: 0,036[2]
  - Massima birifrangenza: δ = 0.037[2]
- Dispersione: {\displaystyle r<v} percettibile[3]